# ريتشارد وودز
ريتشارد وودز (بالإنجليزية: Richard Woods)‏ هو دبلوماسي نيوزيلندي، ولد في 20 سبتمبر 1941.